# El mercado de esclavos (Vernet)
El mercado de esclavos es una obra del pintor francés Horace Vernet (1789-1863), conservada en la Alte Nationalgalerie de Berlín.

## Historia
La pintura orientalista exploró temas y motivos "exóticos", extraídos de culturas no europeas y que estereotiparon "el Este". También influyó en las artes decorativas. Las pinturas orientalistas no eran documentos realistas, sino más bien ensoñaciones románticas que evocaban la pasión, el erotismo, el "primitivismo" del Este.
El Orientalismo es un movimiento artístico que comenzó gradualmente y se desarrolló principalmente en Francia, después de la campaña de Egipto de 1798. Se formó dentro de otros movimientos artísticos, como el Romanticismo, el Exotismo y el Clasicismo. La esclavitud y los mercados de esclavos estaban en pleno auge en Oriente Próximo y Medio en el siglo XIX. Las pinturas orientalistas tuvieron éxito, especialmente en Italia, Francia, Inglaterra y Alemania, y actualmente se encuentran en los principales museos, particularmente en los Estados Unidos. Fueron realizadas con una cuidadosa técnica academicista y desnudez artística que satisfacía la vista.

### La trata "árabe"
Los esclavos en el mundo islámico eran utilizados para los trabajos agrícolas y en las minas; las esclavas trabajaban en las casas como sirvientas e incluso eran sometidas a explotación sexual o forzadas a convertirse en concubinas, e incluso previamente era común que sufrieran violaciones por parte de sus captores durante las largas marchas de traslado a los mercados. En el Magreb, los esclavos –mujeres y niños- eran obligados a prostituirse. En el Sahel, que estuvo sometido continuamente al tráfico árabe de esclavos, se produjo una despoblación demográfica, pues fueron principalmente mujeres jóvenes y niños los que fueron deportados, mientras que los hombres y los ancianos eran asesinados en el lugar.
Este tráfico de personas comenzó en la época de la antigua Roma. A lo largo de los siglos, millones de personas fueron esclavizadas: blancos en la cuenca del Mediterráneo y negros en el corazón de África.

## Descripción
La escena tiene lugar en una calle de paredes encaladas, una ciudad oriental sin identificar. Una belleza blanca del Cáucaso y una belleza negra africana están unidas por el mismo destino, reclinadas sobre el resto de la mercancía en poses contrapuestas. En medio de ellas se encuentra el vendedor, de pie con una vara y vestido con un amplio caftán. La desnudez de las mujeres contrasta con el cuerpo totalmente cubierto del hombre negro, que toca la cabeza de la mujer de su misma raza. Detrás de él están los compradores. Otras dos mujeres blancas están sentadas en el suelo a la izquierda, medio ocultas por el montón de telas y paños.
El pintor se centra en la pose sensual de las figuras centrales, consideradas un desnudo "estético". Ciertamente condena el tráfico salvaje de seres humanos, pero también fantasea con las poses sugerentes de las esclavas: Una mezcla inusual de compasión y lujuria.
Una pintura similar, al óleo sobre lienzo, de 136 × 112 cm, se puso a la venta en 2021 en la Galería Jennmaur de San Francisco.